# Сирийский фунт
Сири́йский фунт (иногда — сирийская ли́ра; араб. الليرة السورية‎ — al-Līra as-Sūriyya) — денежная единица Сирии, выпускается Центральным банком Сирии (араб. مصرف سورية المركزي‎). Имеет номиналы: 1, 2, 5, 10, 25, 50 (монеты) и 50, 100, 200, 500, 1000, 2000 и 5000 (банкноты). Фунт состоит из 100 пиастров (кыршей), хотя монеты-пиастры более не выпускаются. Официальная аббревиатура для сирийского фунта — SYP. В начале 2000-х обычным был курс 50 фунтов к 1 доллару, однако обменный курс подвержен колебаниям. Сирийский фунт не является твёрдой валютой, имеются ограничения на вывоз этой валюты.

## История
До Первой мировой войны Сирия была частью Османской империи, и официальным платёжным средством являлась османская лира. После падения Османской империи и передачи Сирии под мандат, на французских и британских подмандатных территориях, в том числе в Ливане, Иордании и Палестине имел хождение египетский фунт. После получения Ливана и Сирии под свой отдельный мандат французское правительство пожелало вытеснить египетскую валюту и дало коммерческому банку, Банку Сирии (французский филиал Османского банка), право выпускать валюту для стран, входящих в новый мандат.
Фунт был введён в 1919 и изначально был равен 20 французским франкам.
После изменения политического статуса Ливана Банк Сирии был переименован в Банк Сирии и Ливана (BSL). Он выпускал сирийско-ливанскую валюту на протяжении 15 лет, начиная с 1924 года. За два года до истечения 15-летнего срока BSL разделил общую для Сирии и Ливана валюту на две отдельных валюты, имеющих хождение в обеих странах.
До 1958 на лицевой стороне банкнот был арабский текст, а на обратной — французский. После 1958 на обратной стороне стал печататься английский текст. До независимости Сирии на монетах был как арабский, так и французский текст, позднее — только арабский. Новые серии банкнот были напечатаны в 1998 году. В них изменилось оформление, а также добавилась банкнота достоинством в 1000 фунтов, к которой в 2017 году добавилась и банкнота в 2000 фунтов.
25 января 2021 года ЦБ Сирии заявил о вводе в оборот новой купюры номиналом в 5000 фунтов.

## Банкноты

### Серия 1950—1958 года
| Серия 1950—1958 года | Серия 1950—1958 года | Серия 1950—1958 года | Серия 1950—1958 года | Серия 1950—1958 года | Серия 1950—1958 года | Серия 1950—1958 года                   | Серия 1950—1958 года | Серия 1950—1958 года |
| Изображение          | Изображение          | Номинал (риалов)     | Размеры (мм)         | Основные цвета       | Описание             | Описание                               | Годы печати          |                      |
| Лицевая сторона      | Оборотная сторона    | Номинал (риалов)     | Размеры (мм)         | Основные цвета       | Лицевая сторона      | Оборотная сторона                      | Годы печати          |                      |
| -------------------- | -------------------- | -------------------- | -------------------- | -------------------- | -------------------- | -------------------------------------- | -------------------- | -------------------- |
|                      |                      | 1                    | 138×65               | коричневый           | Герб                 | Мечеть Омейядов в Дамаске              | 1950, 1957           |                      |
|                      |                      | 5                    | 149×72               | оранжевый            | Герб                 | Цитадель Алеппо                        | 1950, 1957           |                      |
|                      |                      | 10                   | 160×77               | бирюзовый            | Герб                 | Мечеть Теккие Сулеймание в Дамаске     | 1950, 1955           |                      |
|                      |                      | 25                   | 172×84               | красный              | Герб                 | Ворота Адриана и ряд колонн в Пальмире | 1950, 1955           |                      |
|                      |                      | 50                   | 183×90               | зелёный              | Герб                 | Дворец Аль-Азем в Дамаске              | 1950, 1958           |                      |
|                      |                      | 100                  | 195×96               | фиолетовый           | Герб                 | Водяное колесо Хамы                    | 1950, 1958           |                      |

### Серия 1958—1962 года
|  |  | 1   | 130×65 | жёлтый     | Рабочий                            | Водяное колесо Хамы                    | 1958       |
|  |  | 5   | 140×70 | оливковый  | Рабочий                            | Цитадель Алеппо                        | 1958       |
|  |  | 10  | 140×70 | бордовый   | Рабочий                            | Мечеть Омейядов в Дамаске              | 1958       |
|  |  | 25  | 160×75 | синий      | Урожай хлопка                      | Дворец Аль-Азем в Дамаске              | 1958       |
|  |  | 50  | 160×75 | оранжевый  | Урожай хлопка                      | Мечеть Султана Селима                  | 1958       |
|  |  | 100 | 180×85 | зелёный    | Урожай хлопка                      | Ворота Адриана и ряд колонн в Пальмире | 1958, 1962 |
|  |  | 500 | 180×85 | коричневый | Молитвы из руин королевства Угарит | Золотая чаша из храма Ваала в Угарите  | 1958       |

### Серия 1963—1982 года
| Серия 1963—1982 года | Серия 1963—1982 года | Серия 1963—1982 года | Серия 1963—1982 года | Серия 1963—1982 года | Серия 1963—1982 года                      | Серия 1963—1982 года         | Серия 1963—1982 года         | Серия 1963—1982 года |
| Изображение          | Изображение          | Номинал (фунтов)     | Размеры (мм)         | Основные цвета       | Описание                                  | Описание                     | Годы печати                  |                      |
| Лицевая сторона      | Оборотная сторона    | Номинал (фунтов)     | Размеры (мм)         | Основные цвета       | Лицевая сторона                           | Оборотная сторона            | Годы печати                  |                      |
| -------------------- | -------------------- | -------------------- | -------------------- | -------------------- | ----------------------------------------- | ---------------------------- | ---------------------------- | -------------------- |
|                      |                      | 1                    | 130×65               | жёлтый               | Рабочий                                   | Водяное колесо Хамы          | 1963, 1967, 1973, 1978, 1982 |                      |
|                      |                      | 5                    | 140×70               | зелёный              | Рабочий                                   | Цитадель Алеппо              | 1963, 1967, 1970, 1973       |                      |
|                      |                      | 10                   | 140×70               | бордовый             | Рабочий                                   | Мечеть Омейядов в Дамаске    | 1965, 1968, 1973             |                      |
|                      |                      | 25                   | 160×75               | синий                | Ткач                                      | Амфитеатр Босра              | 1966, 1970, 1973             |                      |
|                      |                      | 50                   | 160×75               | коричневый           | Зерноуборочный комбайн                    | Национальный музей в Дамаске | 1966, 1970, 1973             |                      |
|                      |                      | 100                  | 180×85               | розовый              | Зерновой элеватор и силос в порту Латакия | Гидроэлектростанция          | 1966, 1968, 1971, 1974       |                      |

### Серия 1976—1992 года
| Серия 1976—1992 годов | Серия 1976—1992 годов | Серия 1976—1992 годов | Серия 1976—1992 годов | Серия 1976—1992 годов | Серия 1976—1992 годов                                                  | Серия 1976—1992 годов                 | Серия 1976—1992 годов              | Серия 1976—1992 годов |
| Изображение           | Изображение           | Номинал (фунтов)      | Размеры (мм)          | Основные цвета        | Описание                                                               | Описание                              | Годы печати                        |                       |
| Лицевая сторона       | Оборотная сторона     | Номинал (фунтов)      | Размеры (мм)          | Основные цвета        | Лицевая сторона                                                        | Оборотная сторона                     | Годы печати                        |                       |
| --------------------- | --------------------- | --------------------- | --------------------- | --------------------- | ---------------------------------------------------------------------- | ------------------------------------- | ---------------------------------- | --------------------- |
|                       |                       | 1                     | 130×65                | коричневый оранжевый  | Мечеть Омейядов в Дамаске                                              | Зерноуборочный комбайн                | 1977                               |                       |
|                       |                       | 5                     | 140×70                | зелёный               | Римский театр в Босре, Аллат-Минерва                                   | Прядильная машина, сбор хлопка        | 1977, 1978, 1982, 1988, 1991       |                       |
|                       |                       | 10                    | 140×70                | фиолетовый зелёный    | Дворец Аль-Азем в Дамаске                                              | Установка опреснения морской воды     | 1977, 1978, 1982, 1988, 1991       |                       |
|                       |                       | 25                    | 155×75                | синий фиолетовый      | Крак де Шевалье, султан Саладин                                        | Здание Центрального банка Сирии       | 1977, 1978, 1982, 1988, 1991       |                       |
|                       |                       | 50                    | 155×75                | коричневый            | Плотина Табка на реке Ефрат, богиня, найденная в шумерских руинах Мари | Цитадель Алеппо                       | 1977, 1978, 1982, 1988, 1991       |                       |
|                       |                       | 100                   | 165×80                | зелёный фиолетовый    | Ворота Адриана и ряд колонн в Пальмире, царица Зенобия                 | Пункт разгрузки зерна, порт Латакия   | 1977, 1978, 1982, 1990             |                       |
|                       |                       | 500                   | 180×85                | фиолетовый коричневый | Молитвы из руин королевства Угарит                                     | золотая чаша из храма Ваала в Угарите | 1976, 1979, 1982, 1986, 1990, 1992 |                       |

### Серия 1998 года
| Серия 1998 года | Серия 1998 года   | Серия 1998 года  | Серия 1998 года | Серия 1998 года      | Серия 1998 года                                        | Серия 1998 года                                                        | Серия 1998 года | Серия 1998 года |
| Изображение     | Изображение       | Номинал (фунтов) | Размеры (мм)    | Основные цвета       | Описание                                               | Описание                                                               | Годы выпуска    |                 |
| Лицевая сторона | Оборотная сторона | Номинал (фунтов) | Размеры (мм)    | Основные цвета       | Лицевая сторона                                        | Оборотная сторона                                                      | Годы выпуска    |                 |
| --------------- | ----------------- | ---------------- | --------------- | -------------------- | ------------------------------------------------------ | ---------------------------------------------------------------------- | --------------- | --------------- |
|                 |                   | 50               | 150×75          | коричневый оранжевый | Цитадель Алеппо, нории в Хаме                          | Библиотека им. Хафеза Асада, Стадион Аббасийин, дети, гроздь винограда | 1998            |                 |
|                 |                   | 100              | 155×75          | голубой фиолетовый   | Филипп I Араб, Римский театр в Босре                   | Вокзал Дамаска, поезд, автомобильная развязка, грушевая ветвь          | 1998            |                 |
|                 |                   | 200              | 160×75          | красный              | Статуя Саладина, Могила неизвестного солдата в Дамаске | Куст хлопка, ткацкая фабрика, электростанция                           | 1997            |                 |
|                 |                   | 500              | 165×75          | серый зелёный        | Зенобия, Пальмира                                      | Плотина Табка, орошение полей, фрукты и овощи                          | 1998            |                 |
|                 |                   | 1000             | 170×75          | голубой зелёный      | Портрет Хафеза Асада, Мечеть Омейядов                  | Нефтяная индустрия Сирии, зерноуборочный комбайн, судно                | 1997            |                 |

### Серия 2009 года
| Серия 2009—2015 годов | Серия 2009—2015 годов | Серия 2009—2015 годов | Серия 2009—2015 годов | Серия 2009—2015 годов | Серия 2009—2015 годов                                      | Серия 2009—2015 годов                                                                    | Серия 2009—2015 годов | Серия 2009—2015 годов |
| Изображение           | Изображение           | Номинал (фунтов)      | Размеры (мм)          | Основные цвета        | Описание                                                   | Описание                                                                                 | Годы печати           |                       |
| Лицевая сторона       | Оборотная сторона     | Номинал (фунтов)      | Размеры (мм)          | Основные цвета        | Лицевая сторона                                            | Оборотная сторона                                                                        | Годы печати           |                       |
| --------------------- | --------------------- | --------------------- | --------------------- | --------------------- | ---------------------------------------------------------- | ---------------------------------------------------------------------------------------- | --------------------- | --------------------- |
|                       |                       | 50                    | 135×65                | серый                 | клинописные таблички из Эблы                               | Библиотека им. Хафеза аль-Асада, памятник Х. Асаду в Дамаске                             | 2009                  |                       |
|                       |                       | 100                   | 140×65                | красный               | античный амфитеатр и арка в Босре                          | Сооружение из мечети Омейядов в Дамаске, здание Центрального банка Сирии, древняя монета | 2009                  |                       |
|                       |                       | 200                   | 145×65                | коричневый            | нории из Хамы на реке Эль-Аси                              | Потолок храма Баала в Пальмире                                                           | 2009                  |                       |
|                       |                       | 500                   | 150×65                | голубой               | Здание оперного театра в Дамаске                           | Фреска с изображением музыкантов, глиняная табличка                                      | 2013                  |                       |
|                       |                       | 1000                  | 155×65                | зелёный               | античный амфитеатр в Босре                                 | Древнеримская мозаика из Эс-Сувайды, ветви оливы                                         | 2013                  |                       |
|                       |                       | 2000                  | 160×65                | фиолетовый            | Мечеть Омейядов в Дамаске, портрет президента Башара Асада | Интерьер Народного совета Сирии                                                          | 2015                  |                       |
|                       |                       | 5000                  | 160×65                | коричневый            | Солдат на фоне государственного флага Сирии                | Фрагмент фрески из Храма Баала в Пальмире                                                | 2019 2021 2023        |                       |

## Режим валютного курса
- Сентябрь 2003: 1 евро = 58,5 SYP;
- Октябрь 2004: 1 евро = 64,7 SYP;
- Февраль 2005: 1 евро = 70,0 SYP
- Сентябрь 2005: 1 евро = 66,0 SYP;
- Июнь 2006: 1 евро = 64,5 SYP;
- Август 2006: 1 евро = 67,0 SYP;
- Ноябрь 2009: 1 евро = 69,6 SYP;
- 9 мая 2018: 1 евро = 611,75 SYP;
- 26 сентября 2022: 1 евро = 3008 SYP.